# 內蒂克 (麻薩諸塞州)
內蒂克（英語：Natick）是一個位於美國麻薩諸塞州米德爾塞克斯縣的鎮。

## 人口
根據2020年美國人口普查的數據，內蒂克的面積為41.60平方千米，當中陸地面積為39.10平方千米，而水域面積為2.50平方千米。當地共有人口37006人，而人口密度為每平方千米890人。